# Formby
Formby är en stad och civil parish i distriktet Sefton i Merseyside i England. Orten har 22 419 invånare (2011). Byn nämndes i Domedagsboken (Domesday Book) år 1086, och kallades då Fornebei.
Staden är belägen vid kusten, och många fotbollsspelare i Liverpool FC och Everton FC har genom åren bott/bor i Formby.